# Dneper
Dneper (rusko Днепр, latinizirano: Dnjepr, belorusko Дняпро, latinizirano: Dnjapro, ukrajinsko Дніпро, latinizirano: Dnipro in tudi Славу́тич, Slavutyč) je 2290 km dolga reka, ki teče po ozemlju Rusije, Belorusije in Ukrajine. 115 km reke predstavlja mejo med Belorusijo in Ukrajino. Zadnjih 800 km je sestavljena iz skoraj nepretrgane verige umetnih jezer (Kijevsko, Kanivsko, Kremenčuško, Kamjansko, Zaporoško in Kahovsko zajezitveno jezero).
Z Zahodnim Bugom je povezana preko prekopa Dneper-Bug in reko Pripet (Pripjat).

## Etimologija
Ime Dneper izvira iz sarmatskega Dānu apara - 'reka na oni strani'. Po V. Abaevu (strokovnjak za skitsko-sarmatske jezike) ime Dneper izhaja iz skitske Dānu apr ('Dānapr') 'globoka reka'.
V treh državah, skozi katere teče, ima podobno ime:
- rusko: Днепр (Dnepr, [dʲnʲɛpr]);
- belorusko: Дняпро (Dnjapro [dnʲaˈpro]);
- ukrajinsko: Днiпро (Dnipro, [dnʲiˈpro]).

Reko sta omenjala že starogrški zgodovinar Herodot v 5. stoletju pred našim štetjem kot Borysthenes (Βορυσθένης), kot tudi Strabon; to ime je skitsko (iransko *varu-stāna) in se prevaja kot "široka dežela", ki se najbolj verjetno nanaša na ukrajinske stepe. Pozno grški in rimski avtorji jo imenujejo Δάναπρις - Danapris in Danaper oziroma - (dana v stari perzijščini pomeni "reka"); ta oblika izhaja iz sarmatskega Dānu apara «reki na oni strani". Njeno staro vzhodnoslovansko ime Slavuta ali Slavutych se je uporabljalo v času Kijevske Rusije, Huni so jo imenovali Var in Bolgari - Buri-Chai. Ime v krimski tatarščini je Özü.

## Geografija
Skupna dolžina reke je 2145 kilometrov, od katerih so 485 km v Rusiji, 700 km v Belorusiji in 1095 km v Ukrajini. Njeno porečje obsega 504.000 kvadratnih kilometrov, od katerih je 289.000 km² v Ukrajini, 118.360 km² v Belorusiji.
Izvir Dnepra je šotasto močvirje (Akseninsky Mokh) v hribovju Valdaj v osrednji Rusiji, na nadmorski višini 220 m. 115 km dolžine služi kot meja med Belorusijo in Ukrajino. Estuarij ali liman se je uporabljal za obrambo z močno trdnjavo Očakiv.
Na reki Dneper na jugu naselja Komarin, v okrožju Braghin, Gomelska oblast, se nahaja skrajna južna točka Belorusije.

### Pritoki reke
Dneper ima mnogo pritokov (nad 32.000), 89 od teh je daljših od 100 km. Glavni pritoki v orografskem redu so:
| - Drut (D) - Berezina (D) - Sož (L) - Pripjat (D) - Teteriv (D) | - Irpin (D) - Desna (L) - Stugna (D) - Trubiž (L) - Ros (D) | - Tjasmin (D) - Supij (L) - Sula (L) - Pslo (L) - Vorskla (L) | - Samara (L) - Konka (L) - Bilozerka (L) - Bazavluk (D) - Ingulec (D) |

Obstajajo tudi številni majhni neposredni pritoki, kot na primer na področju Kijeva, Sireta (desni breg) na severu mesta, zgodovinsko pomemben Libid (desni breg), ki poteka zahodno od centra in Boršagivka (desni breg) do na jugu.
Vodni viri Dneprske kotline sestavljajo okoli 80 % vseh v Ukrajini.

### Brzice
Dneprove brzice so bile del trgovske poti od Varjagov do Grkov, ki je prvič omenjena v Primarni kroniki. Pot je bila verjetno ustanovljena v poznem 8. in začetku 9. stoletja in si pridobila velik pomen od 10. do prve tretjine 11. stoletja. Varjagi so morali nositi svoje ladje preko sedmih brzic, kjer so bili na straži nomadi Pečenegi.
Ob tem srednjem toku Dnepra, je bilo devet večjih brzic, ki so ovirale skoraj celotno širino reke in približno 30-40 manjših brzic, ki so ovirale le del reke ter približno 60 otokov in otočkov.
Potem ko so bile leta 1932 zgrajene hidroelektrarne, so bile brzice poplavljene z zajezitvami.

## Naselja ob reki
(od izvira do izliva)
| - Dorogobuž, Rusija - Smolensk, Rusija - Orša, Belorusija - Škłoŭ, Belorusija - Mahiloŭ, Belorusija | - Bičaŭ, Belorusija - Rahačoŭ, Belorusija - Žłobin, Belorusija - Rečyca, Belorusija - Kijev (Kyiv), Ukrajina | - Kaniv, Ukrajina - Čerkasi, Ukrajina - Kremenčuk, Ukrajina - Kamjanske, Ukrajina - Dnipro, Ukrajina | - Zaporožje, Ukrajina - Marganec, Ukrajina - Nikopol, Ukrajina - Nova Kahovka, Ukrajina - Herson, Ukrajina |

Arheimar, glavno mesto Gotov je ležalo ob Dnepru, glede na pripoved iz sage o Hervörju in Heidreku (Hervarar saga ok Heiðreks).

### Prekopi
Obstajajo številni namakalni kanali in plovni prekopi.

## Zajezitve in hidroelektrarne
Od ustja reke Pripjat do hidroelektrarne Kahovka je niz kaskadnih jezov in hidroelektrarn.
Najpomembnejša je hidroelektrarna Dneper (Dnipro HES) blizu Zaporožja, zgrajena v letih 1927–32 z močjo 558 MW. Uničena je bila med drugo svetovno vojno in obnovljena leta 1948 z močjo 750 MW. Ostale so še Kahovka (1950–56), Kremenčuk (1954–60), Kijev (1960–64), Serednjodniprovska (1956–64) in Kaniv (1963–75).
Ti jezovi oziroma hidroelektrarne proizvedejo deset odstotkov celotne električne energije v Ukrajini in tvorijo vodne rezervoarje s površino: Kijev (922 km²), Kaniv (675 km²), Kremenčuk (2250 km²), Kamjanske (567 km²), Dnipro (420 km²) in Kahovka (2155 km²).

## Živalstvo
Reka je del naravnega območja quagga školjke (Dreissena bugensis tudi Dreissena rostriformis bugensis). Školjka je bila pomotoma uvedena po vsem svetu in je postala invazivna vrsta.

## Plovba
Skoraj 2.000 km reke je plovne (do mesta Dorogobuž). Dneper je pomemben za prevoz in gospodarstvo Ukrajine. Zajezitve imajo velike zapornice, ki omogočajo ladjam velikim do 270 x 18 metrov, dostopati do pristanišča Kijev in tako ustvarjajo pomemben prometni koridor. Po reki vozijo tudi potniške ladje. Celinska križarjenja po rekah Donava in Dneper predstavljajo rastoči turistični trg v zadnjih desetletjih.
Gorvodno od Kijeva, Dneper dobiva vodo iz reke Pripjat. Ta plovna reka je preko prekopa Dneper-Bug, povezana z reko Bug. Zgodovinsko gledano je bila povezava z zahodno Evropo mogoča, a je jez brez zapornic za ladje blizu mesta Brest prekinil to mednarodno plovno pot. Slabi politični odnosi med Zahodno Evropo in Belorusijo nakazujejo majhno verjetnost ponovnega odprtja te plovne poti v bližnji prihodnosti.
Plovnost je vsako leto prekinjena z zamrzovanjem v zimskem času in hudimi zimskimi nevihtami.

## Dneper v umetnosti
- Katarina II. zapušča Kaniów v 1787, Johann Gottlieb Plersch
- Led na Dnepru, Ivan Ajvazovski, 1872
- Mesečina nad Dneprom, Arhip Kuindži, 1882
- Dneper, Arhip Kuindži, 1881
- Safiren Dneper, Jan Stanisławski, 1904

## V popularni kulturi
- Reka je eden od simbolov Ukrajine.[9] Obstaja več imen, ki povezujejo ime reke z Ukrajino: Čezdneperska Ukrajina, Desnobrežna Ukrajina, Levobrežna Ukrajina, in druga.
- Nekaj mest na obalah se imenuje po reki—Dnipro, Dniprorudne, Kamjanka-Dniprovska.
- Zaporoški Kozaki živijo v spodnjem toku Dnepra, njihovo ime se sklicuje na »onkraj brzic«.[10]
- Folk metalna skupina Turisas ima pesem z naslovom Dneperske brzice na albumu 2007 Varjanška pot]].[11]
- Leon Bolier, skladba imenovana Dnipro, prvenec na 2-CD albumu Slike. Pesem se zgleduje po njegovem obisku Kijeva maja 2008.
- Reka je opisana v delih Tarasa Ševčenka kot Dnipro (»On buči in stoka Dnipro širok«) in je omenjena v himni Ukrajine.
- Reka se imenuje Dnipro, v pesmi Hej, Dnipro, Dnipro.[12]
- Na kratko omenjena v znanstveno fantastičnem romanu The Crisis Pendant, Charlie Patterson.
- V romanu Roberta Bolañoa 2666 je Dneper pomembna lastnost vasi Hansa Reiterja.

## Ekologija
Dneper je blizu radioaktivnih odlagališč kemične tovarne Pridniprovski (blizu Dneprodzeržinska) in dovzeten za uhajanje radioaktivnih odpadkov. Reka je prav tako blizu jedrske elektrarne Černobil (Izključitvena cona Černobil), ki se nahaja ob ustju reke Pripjat.